# Be Mine, Valentine
Be Mine, Valentine är bandet Drop Dead, Gorgeous debut-EP från 2006.

## Låtlista
1. "Forever Scarlet" - 1:28
2. "Bullets Are Scene" - 3:27
3. "Knife vs. Face: Round I" - 2:32
4. "Love Is Murder" - 1:25
5. "Well, I Never Knew You Were So Much Fun" - 1:38
6. "Knife vs. Face: Round II" - 1:38